# Le Joueur de cornemuse
 (mars 2018).
Le Joueur de cornemuse (en néerlandais : De doedelzakspeler) est un tableau du peintre flamand Jacob Jordaens réalisé au milieu du XVIIe siècle.

## Histoire
Le tableau a été peint par Jacob Jordaens entre 1640 et 1645.[réf. nécessaire]
Le Fonds Léon Courtin-Marcelle Bouché, créé au sein de la Fondation Roi Baudouin (Patrimoine), a acheté le tableau en 2009 lors d’une vente organisée à Londres. Le tableau a été vendu pour un montant de 93 000 euros. Le Fonds Léon Courtin-Marcelle Bouché a souhaité faire cette acquisition car Jacob Jordaens est considéré, avec Pierre Paul Rubens et Antoine Van Dyck, comme l’un des trois plus grands peintres baroques des Pays-Bas méridionaux. Après son acquisition, le Fonds Léon Courtin-Marcelle Bouché a également financé la restauration du tableau. L’œuvre est aujourd’hui mise en dépôt à la Maison de Rubens à Anvers.[réf. nécessaire]

## Description
Le tableau représente un homme en grandeur nature jouant avec beaucoup d’entrain de la cornemuse. Ce type de personnage jouant de la musique réapparaît dans plusieurs tableaux de Jordaens. Dans Le Joueurs de cornemuse, le peintre s’est représenté lui-même sous les traits du musicien, mais il ne s’agit nullement d’un autoportrait. Dans ses portraits officiels, Jordaens, qui mène une vie prospère, se représente avec un luth, considéré à l’époque comme le plus noble des instruments de musique. Au XVIIe siècle, la cornemuse était au contraire perçue comme le plus familier des instruments, un instrument qu’on n’entendait seulement jouer dans les classes populaires. En se représentant sous les traits d’un joueur de cornemuse, Jordaens fait donc preuve d’autodérision ou d’ironie.[réf. nécessaire]